# ۹۷ (قمری)
۹۷ (قمری)، نود و هفتمین سال در گاهشماری هجری قمری است. اول محرم این سال برابر با نهم سپتامبر سال ۷۱۵ میلادی است.